# Sant'Agostino nello studio (Botticelli Ognissanti)
Sant'Agostino nello studio è un dipinto murale staccato (200x120 cm) di Sandro Botticelli, databile al 1480 circa e conservato nella chiesa di Ognissanti di Firenze. Botticelli ha dipinto un'altra versione del soggetto, conservata agli Uffizi.

## Storia
L'opera viene in genere datata al 1480, anno a cui risale il San Girolamo di Domenico Ghirlandaio che fa pendant con l'opera di Botticelli nella chiesa. Per le analogie dei due lavori si ritiene che entrambi vennero commissionati dai Vespucci, come dimostra anche l'arme della famiglia dipinta sotto l'iscrizione.
Staccato durante i lavori di ammodernamento della chiesa del XVII secolo, perdendo gran parte della cornice architettonica dipinta, è oggi appeso sulla parete destra della navata.

## Descrizione e stile
Sant'Agostino, vescovo di Ippona, è raffigurato come il tipico umanista dell'epoca, mentre è colto da un'illuminazione divina all'interno del proprio studio, stipato di preziosi libri e da altri oggetti da studioso, come un calendario solare e una sfera armillare. Grande cura è riposta nella descrizione dei dettagli, come i gioielli che decorano la mitria appoggiata accanto al tavolo da studio, in cui i singoli riflessi delle perle e delle pietre preziose derivano dall'esempio del realismo dei pittori fiamminghi, rinnovato in quegli anni proprio dall'arrivo del Trittico Portinari di Hugo van der Goes a Firenze. 

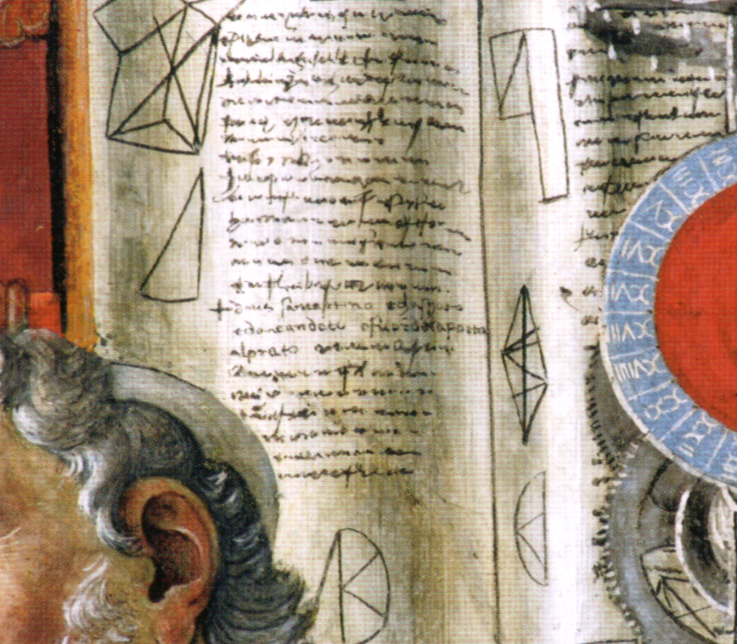
Dettaglio del libro

Particolare è il libro aperto sopra la testa del santo con illustrazioni di geometria: le parole scritte sono in realtà dei ghirigori, tranne per una riga, segnata sul bordo sinistro da una croce, dove si può leggere "Dov'è Frate Martino? È scappato. E dov'è andato? È fuor dalla Porta al Prato". Si tratta probabilmente di una scherzosa menzione delle scappatelle di un frate alle quali Botticelli aveva suo malgrado assistito mentre lavorava nella chiesa, che dà un'inedita immagine spiritosa dell'artista spesso descritto di carattere malinconico e acuto.
La figura del santo è impostata a un'espressività e un'energia plastica notevole che deriva dall'esempio di Andrea del Castagno, con una fedele rappresentazione dell'anatomia soprattutto nelle mani del santo, a cui l'illuminazione incisiva dà un risalto scultoreo dalla forza quasi titanica. Ciò fa serpeggiare una certa inquietudine nell'affresco, particolarmente evidente se lo si confronta con il sereno San Girolamo di Ghirlandaio sulla parete opposta. In queste tensioni si legge il riflesso dei drammatici avvenimenti del 1478 (la congiura dei Pazzi), che innescarono una crisi fatta di incertezze, culminante a fine del secolo nella teocrazia savonaroliana. Botticelli fu uno degli artisti più profondamente colpiti da questa crisi, che segnò anche la sua produzione verso forme sempre più isolate e consapevolmente arcaizzanti.